# Smicridea turrialbana
Smicridea turrialbana là một loài Trichoptera thuộc họ Hydropsychidae. Chúng phân bố ở vùng Tân nhiệt đới.